# Parortholitha subrectaria
Parortholitha subrectaria är en fjärilsart som beskrevs av Walker 1861. Parortholitha subrectaria ingår i släktet Parortholitha och familjen mätare. Inga underarter finns listade i Catalogue of Life.